# Николай Савойски
Николай Василиевич Савойски (на руски: Николай Васильевич Савойский) е руски офицер, генерал-лейтенант. Участник в Руско-турската война (1877–1878). Пръв военен комендант на град Кюстендил. Български офицер.

## Биография
Николай Савойски е роден на 1 декември 1854 г. в град Ромни, Полтавска губерния в семейство на потомствен дворянин. Ориентира се към военното поприще. Завършва Николаевското кавалерийско училище (1874).
Участва в Руско-турската война (1877-1878). Сражава се в боевете при Ловеч, Плевен, Горни Дъбник и София.
Като командир на 2-ри ескадрон от 4-ти Харковски улански полк взема участие в освобождението на Кюстендил. Назначен е за военен комендант на града. Организира първото българско общинско управление и местна българска полиция с личен състав от 150 души.
През август 1878 г. се оженва за кюстендилската учителка Евгения Давидкова Манова. През ноември 1878 г. неговият полк е изтеглен на турската граница при Люлебургас.
След кратък престой в Русия от 12 октомври 1881 до 1885 г. е инструктор в единствения български конен полк в Шумен. При него специализират мнозина български кавалерийски офицери.
В Русия е командир на 24-ти Драгунски полк, 8-и Лубински хусарски полк (2 юли 1903 – 31 юли 1909), 3-ти Смоленски улански полк (1909) и 2-ра бригада от 7-а Кавказка дивизия (1910 – 1913). Повишен е последователно във военно звание ротмистър (1892), подполковник (1898), полковник (1902), и генерал-майор (1910).
Пенсионира се на 1 декември 1913 г. с военно звание генерал-лейтенант и с право да носи военна униформа до края на живота си. По време на Гражданската война в Русия служи във въоръжените сили на Южна Русия.
През 1920 г. заедно със съпругата си пристига във Варна, след което се установява на постоянно местожителство в Кюстендил. Обграден е до края на живота си с любовта и признателността на кюстендилското гражданство. Публикува „Спомени на стария кавалерист“ в списание „Нашата конница“ (1922).
Родство: синове Борис – ротмистър от руската армия, Василий – полковник, Евгений – ротмистър.

## Награди
- Орден „За военна заслуга“ III ст.
- Орден „Свети Владимир“ III и IV ст.
- Орден „Света Ана“ II, III и IV ст.
- Орден „За заслуга“ (България)
- Почетен гражданин на Кюстендил от 1928 г.